# 我愛你 (王傑專輯)
《我愛你》為臺灣歌手王傑的第二十七張個人專輯，也是第十九張國語專輯，1997年2月由波麗佳音發行。

## 專輯簡介
專輯為藍海音樂製作，劉虞瑞監製，殷文琦協力製作，陳國華製作助理。專輯僅以純文字做封面，分成藍字版與紅字版。專輯中的合唱曲〈犧牲〉找來了師妹林佳儀配唱。

## 曲目
| 曲序 | 曲名                       | 曲       | 詞     | 編曲       | 附註                                       |
| 01   | 我愛你                     | 殷文琦   | 劉虞瑞 | Tim Heintz |                                            |
| 02   | 連最後一次吻我你都如此勉強 | 增本直樹 | 鄭淑妃 | Tim Heintz | 改編自日本歌手藤井郁彌的歌曲Another Orion  |
| 03   | 別帶著傷心離開             | 恰克     | 丁曉雯 | Tim Heintz | 改編自日本組合恰克與飛鳥的歌曲NとLの野球帽 |
| 04   | 懂愛的人                   | 王傑     | 林美杏 | Tim Heintz |                                            |
| 05   | 捨不得                     | 王傑     | 胡如虹 | Tim Heintz |                                            |
| 06   | 犧牲                       | 王傑     | 張方露 | Tim Heintz | 與林佳儀合唱                               |
| 07   | 別無所求                   | 黃中原   | 黃中原 | Tim Heintz |                                            |
| 08   | 你不在我會怕冷             | 游鴻明   | 何啟弘 | Tim Heintz |                                            |
| 09   | 火炬                       | 陳柏全   | 梁鴻斌 | Tim Heintz |                                            |
| 10   | 只要心裡還有愛             | 陳國華   | 丁曉雯 | Tim Heintz |                                            |

## 唱片版本
- 錄音帶版
- CD版

## 專輯文案
對某些人而言　有些話常常都只能放在心裡說不出口
就像王傑一樣　其實無言的地方　藏著更深更濃的情意

## 音樂錄影帶
- 我愛你 （页面存档备份，存于）
- 犧牲 （页面存档备份，存于）